# Episodi di Love Hina
Questa è la lista degli episodi dell'anime Love Hina. La serie è composta da 25 episodi (l'ultimo dei quali è in realtà il primo di una nuova serie che non è poi stata prodotta), due episodi speciali di durata doppia (45 minuti invece dei circa 20 degli episodi normali) e tre OAV.
In Italia i diritti sono stati acquisiti dalla Mondo Home Entertainment che ha pubblicato i DVD della serie. Gli episodi sono stati trasmessi a partire dal 2005 su varie emittenti locali e, nel maggio 2007, a livello nazionale su SitcomUNO.

## Lista degli episodi
| Nº                     | Titolo italiano Giapponese 「Kanji」 - Rōmaji - Traduzione letterale | In onda           | In onda |
| Nº                     | Titolo italiano Giapponese 「Kanji」 - Rōmaji - Traduzione letterale | Giapponese        |         |
| Love Hina (25 episodi) | |                   |         |
| 1                      | Ah, le terme 「露天風呂つきの女子寮 温泉な」 - Rotenburo tsuki no Joshiryō: Onsen na – "Dormitorio di sole ragazze con terme all'aperto (TERME)" | 19 aprile 2000    |         |
| 1                      | Keitaro Hurashima è un diciannovenne che tenta di entrare alla facoltà di legge della Tōdai per tenere fede a una promessa che aveva fatto quindici anni prima a una bambina di cui non ricorda il nome. Dopo il terzo fallimento i genitori lo obbligano a trovarsi un lavoro per mantenersi: il caso vuole che la nonna Hina — che gestisce insieme alla zia Haruka un dormitorio femminile dotato di una sorgente termale — abbia deciso di lasciare al nipote il ruolo di custode. Keitaro si trasferisce alla pensione Hinata dove conosce le stravaganti inquiline: Naru Narusegawa (diciassettenne brava negli studi che tenta di entrare alla Tōdai), Kaolla Su (tredicenne studentessa delle medie) e Mitsune Konno (diciannovenne scrittrice dal carattere esuberante, soprannominata Kitsune). Dopo essersi spacciato per uno studente universitario e aver avuto alcuni scontri con le inquiline, Keitaro pensa di lasciare la pensione. Le parole di Haruka e di Naru — che sa che lui non è stato ammesso all'università — lo convincono a rimanere, perché senza un custode la pensione sarebbe costretta a chiudere causando problemi alla sua famiglia e alle ragazze ospitate. |                   |         |
| 2                      | Shinobu, la nuova affittuaria dell'Hinata 「ひなた荘の新住人しのぶ 矢印な」 - Hinata sō no Shinjūnin Shinobu Yajirushi na – "Nuova inquilina del dormitorio Hinata, Shinobu (FRECCE)" | 26 aprile 2000    |         |
| 2                      | Shinobu Maehara è una tredicenne timida e riservata, che non è riuscita a fare amicizia con le compagne di classe. A causa del divorzio dei genitori è costretta a traslocare dalla casa dove ha sempre vissuto ed è molto triste. La mattina prima del trasloco Shinobu, con la scusa di restituire a Keitaro il blocco da disegno che aveva perduto, si reca all'Hinata: qui conosce Naru, Kitsune e Kaolla — che frequenta la sua stessa scuola — ma appena arriva Keitaro fugge imbarazzata. Keitaro capisce che per Shinobu loro sono gli unici amici che abbia mai avuto, e dopo aver saputo che la ragazza sta per traslocare organizza una festa in suo onore. Shinobu, dopo aver mostrato la sua abilità in cucina, è felice di aver trascorso dei momenti in allegria con i suoi nuovi amici. La serata volge al termine e i genitori di Shinobu si presentano preoccupati alla pensione per portarla a casa. Shinobu non intende andarsene e con l'aiuto di Keitaro e delle altre ragazze inizia a nascondersi per sfuggire ai genitori. Keitaro e Shinobu sono sul tetto della pensione; qui la ragazza chiede di poter restare come inquilina offrendosi come cuoca. I genitori di Shinobu sono contrari, ma di fronte all'insistenza della figlia e all'impegno di Keitaro di prendersi cura di lei le danno il permesso di trasferirsi all'Hinata. |                   |         |
| 3                      | La ragazza del Kendo innamorata? 「恋する!?ケンドー娘 剣劇な」 - Koi suru!? Kendō musume Kengeki na – "Ragazza Kendo innamorata? (GIOCO DI SPADA)" | 3 maggio 2000     |         |
| 3                      | Motoko Ayoama è una quindicenne maestra di Kendō che alloggia all'Hinata; la mattina del giorno in cui Keitaro ha preso il ruolo di custode ha lasciato la sua stanza per un breve ritiro di allenamento. Al rientro scopre che Keitaro è il nuovo custode; lei è fortemente contraria alla sua presenza perché ritiene sconveniente che un uomo alloggi in un dormitorio femminile, ma le altre inquiline ritengono che non ci sia nessun problema e vogliono che Keitaro resti alla pensione. Motoko, che sembra nutrire un forte odio nei confronti di Keitaro, ha vari scontri con lui durante i quali le capita spesso di svenire: a causa dei duri allenamenti sotto la pioggia si è presa l'influenza e non è in piena forma, ma oltre a questo sembra che la vicinanza del ragazzo le causi un turbamento che non aveva mai provato prima. Motoko sfida a duello Keitaro: il vincitore sarà il nuovo custode della pensione. La sfida tra i due si tiene sul tetto dell'edificio, Motoko sta per assestare il colpo vincente quando sviene e inizia a cadere. Keitaro riesce a salvarla afferrandola un attimo prima che precipiti nel vuoto, vincendo la sfida. Motoko, anche se continua a odiarlo, lo accetta come nuovo custode. Dopo la sfida Naru e le altre ragazze (tranne Motoko, a letto con la febbre) si concedono un bagno nella vasca termale della pensione. Kaolla trova un tesserino: è di Keitaro — che l'ha perso durante il duello — e gli garantisce l'accesso alla scuola di preparazione agli esami di ammissione alla Tōdai... |                   |         |
| 4                      | Il diario 「東大の約束は15年前 日記な」 - Tōdai no yakusoku wa jūgonen mae Nikki na – "Promessa di entrare alla Todai di 15 anni fa (DIARIO)" | 10 maggio 2000    |         |
| 4                      | Le inquiline dell'Hinata hanno scoperto che Keitaro ha mentito sulla sua carriera scolastica; Motoko vuole che se ne vada immediatamente e anche Kitsune e Kaolla la pensano allo stesso modo. Naru propone un accordo: se Keitaro supererà i test di autovalutazione per l'ammissione alla Tōdai e continuerà a occuparsi della pensione potrà rimanere. Il compito sembra duro, perché Kitsune e le altre inquiline distolgono Keitaro dallo studio facendogli eseguire molti lavori di manutenzione, ma grazie all'aiuto di Naru — che frequenta la stessa scuola di preparazione — riesce a studiare. Arriva il giorno del test preliminare: Naru lo supera brillantemente mentre Keitaro crede di essere stato bocciato. Il ragazzo non torna a casa e durante la notte tenta di portare via le sue cose dalla pensione per andarsene. Shinobu lo scambia per un ladro e con l'aiuto delle altre ragazze cerca di bloccarlo; Keitaro riesce a fuggire, ma nella concitazione perde il diario. Naru lo raccoglie ed esce a cercarlo. Lui intanto è alla Tōdai, come se volesse vederla per l'ultima volta, e qui viene raggiunto da Naru. La ragazza, che sapeva della promessa di Keitaro, gli confida che anche lei vuole entrare alla Tōdai per una promessa che aveva fatto in passato. Il mattino seguente Keitaro controlla il test di ammissione: a parte le prime tre domande errate il resto è corretto e anche lui può sperare di entrare alla Tōdai. Ora Keitaro può rimanere alla pensione e sperare di ritrovare la bambina a cui aveva fatto la promessa, che forse potrebbe essere proprio Naru. |                   |         |
| 5                      | Palpiti e batticuore 「急接近!京都二人旅 ドキドキハラハラな」 - Kyūsekkin! Kyōto futari tabi Dokidoki harahara na – "Viaggio a Kyoto solo per due (INCONTRI RAVVICINATI)" | 17 maggio 2000    |         |
| 5                      | È il giorno del test di ammissione alla Tōdai, e di primo mattino Keitaro e Naru si recano alla sede in cui si tengono le prove. Al rientro alla pensione Keitaro è piuttosto euforico perché crede che le cose siano andate bene; Naru invece è piuttosto pensierosa. Il mattino successivo Naru e Keitaro vanno a controllare i risultati: nessuno dei due è stato ammesso. Keitaro tenta di consolare Naru dicendole che ha capito che era lei la bamnìbina a cui aveva fatto la promessa, e che tenteranno di entrare alla Tōdai l'anno successivo. Naru gli fa capire che non può essere lei quella bambina, quindici anni prima lei aveva due anni e non poteva fare una promessa del genere. Senza essersi messi d'accordo entrambi decidono di non rientrare alla pensione e di fare una breve gita per superare la delusione. Sia Naru che Keitaro hanno deciso di recarsi a Kyoto e dopo un piccolo incidente (i loro occhiali si sono rotti) fanno il viaggio insieme non riconoscendosi e trattandosi come se fossero due estranei. Entrambi si trovano a proprio agio in questa specie di appuntamento al buio e trascorrono una felice giornata insieme. A sera scoprono che hanno scelto lo stesso albergo e che dovranno condividere la stessa stanza. La loro gioia viene rotta quando tornano in possesso degli occhiali e si riconoscono: il clima idilliaco lascia il posto alla solita routine di bisticci. La notte comunque trascorre tranquilla, nonostante le paure di Naru, e al mattino successivo i ragazzi si incontrano nel lato opposto dell'onsen di cui è dotato l'albergo. Tra i due torna il clima sereno della giornata precedente, e quando Naru propone a Keitaro di andare a fare un giro insieme lui accetta convinto. |                   |         |
| 6                      | Primo bacio per Keitaro? 「景太郎、初キス?の相手 旅路な」 - Keitarō, hatsu kisu? No aite Tabiji na – "Primo bacio di Keitaro? (VIAGGIO)" | 24 maggio 2000    |         |
| 6                      | Naru e Keitaro sono ancora a Kyoto, mentre Haruka e le altre ragazze della pensione sono preoccupate perché pensano che vogliano suicidarsi. Naru sta facendo capire a Keitaro che non deve fare illusioni sul loro rapporto; nello stesso momento incontrano Mutsumi Otohime — una ragazza di ventuno anni che ha fatto l'esame alla Tōdai con loro — e scambiano alcune parole con lei. Mutsumi è anemica e tende a svenire spesso: mentre sta parlando con Keitaro si accascia improvvisamente. Keitaro e Naru la soccorrono, e quando scoprono che sta tornando dai genitori a Okinawa decidono di accompagnarla: Mutsumi è piuttosto imbranata e a causa dei suoi svenimenti non può viaggiare da sola. Intanto all'Hinata Kaolla e Shinobu decidono di andare a cercare Naru e Keitaro; Motoko e Kitsune partono a loro volta e i due gruppi asi dirigono verso Kyoto. I tre gruppi non hanno molta fortuna, e per una serie di errori si trovano a girare tutto il Giappone. Naru si accorge che Mutsumi, più o meno consapevolmente, sta tentanndo di sedurre Keitaro e che lui non si sottrae: nonostante le parole della mattina la situazione sembra infastidirla. Durante il viaggio verso Okinawa Mutsumi parla con Naru: Keitaro le ha detto che a lui piace molto Naru. Dopo queste parole Naru è molto turbata e non sa più come comportarsi con Keitaro. Mutsumi, Naru e Keitaro — dopo una serie di vicissitudini — si ritrovano su un'isola deserta. La situazione si sblocca quando vedono arrivare una barca: è condotta dallo zio di Mutsumi e a bordo ci sono le altre ragazze dell'Hinata che si erano riunite. Tutti sono in salvo e Mutsumi, per ringraziare Keitaro e Naru, dà loro un bacio e una scatola che dovranno aprire più tardi. Una volta sulla barca Naru apre la scatola: al suo interno c'è una tartaruga parlante. |                   |         |
| 7                      | Il primo appuntamento 「初デート、景太郎のしたごころ いまどきな」 - Hatsu dēto, Keitarō no shitagokoro Imadokina – "Primo appuntamento, i veri sentimenti di Keitaro (AL GIORNO D'OGGI)" | 31 maggio 2000    |         |
| 7                      | Kaolla ha inventato una macchina che riesce a leggere i desideri delle persone; Naru la collauda ed è sorpresa di vedere che il protagonista dei suoi sogni d'amore è uno sconosciuto. All'Hinata si presenta un ragazzo che corrisponde a quello dei sogni di Naru per accompagnarla alla cerimonia di consegna dei diplomi. Il ragazzo è Kentaro Sakata, compagno di scuola di Naru, affascinante e dai modi galanti. Al termine della cerimonia Kentaro invita Naru all'inaugurazione di un parco giochi; lei accetta ma è piuttosto triste. Anche Keitaro aveva intenzione di invitare Naru al parco, ma capisce che lei non è dell'umore giusto. Inoltre, sapendo di dover competere con Kentaro, ha paura di proporle di uscire con lui. Una volta all'Hinata Kaolla e le altre ragazze obbligano Keitaro a usare la macchina dei sogni: l'oggetto dei suoi desideri è Naru, ma sul più bello Kentaro (che intanto è arrivato a prendere Naru e sta usando l'apparecchio di Kaolla) irrompe nei sogni di Keitaro. Tra i due nasce una sfida a chi riuscirà a conquistare virtualmente Naru: il vincitore potrà chiedere alla ragazza di uscire con lui. La sfida sembra persa in partenza per Keitaro, ma nella storia virtuale Kentaro mette in mostra la sua vera personalità: lui tenta di conquistare le ragazze solo per dimostrare la sua superiorità e non perché ne sia realmente innamorato e inoltre non riesce a capire i loro sentimenti. Naru entra nella stanza dove tutti sono riuniti e chiede a Kentaro di seguirla. Keitaro si ritira sconsolato quando Naru entra nella sua stanza e lo chiama: si è fatta consegnare i biglietti che Kentaro aveva con se e, con quelli di Keitaro, tutti gli ospiti dell'Hinata possono andare al parco. Naru era triste perché quel giorno segna per lei il passaggio alla vita adulta e voleva consolarsi divertendosi insieme ai suoi amici. Il gruppo si reca al parco; tra loro non c'è Kentaro che, "sconfitto" da Naru, non trova di meglio che farsi un bagno nelle terme dell'Hinata. |                   |         |
| 8                      | I sogni 「ケンドー娘の竜宮伝説 夢かな」 - Kendō musume no Ryūgū Densetsu: Yumeka na – "La leggenda del Palazzo del Dragone della ragazza kendo (UN SOGNO)" | 7 giugno 2000     |         |
| 8                      | Naru e Keitaro hanno trovato una vecchia console per videogiochi e la stanno rimettendo in funzione. Shinobu, Kitsune e Kaolla sono molto interessate, mentre Motoko preferisce andarsene a meditare. Il gioco è appassionante ma i giocatori si affaticano e ben presto si addormentano durante il gioco. Il sogno dei giocatori si unisce alla meditazione di Motoko formando una sorta di dimensione parallela in cui tutti i ragazzi si ritrovano coinvolti all'interno di un gioco di ruolo in stile fantasy. La principessa Naru viene rapita da un malvagio Re e Keitaro, Kitsune, Shinobu e Kaolla (dopo aver convinto Motoko a unirsi a loro grazie all'intervento di Haruka) partono al salvataggio di Naru. Dopo un lungo viaggio e varie vicissitudini Keitaro sta per affrontare il Re. La battaglia non si tiene perché Motoko — nella vita reale — arriva a pensare che a volte è bello divertirsi insieme agli amici e decide di tornare all'Hinata per giocare al videogame insieme agli altri. Quando Motoko torna all'Hinata trova Keitaro e le altre ragazze che stanno dormendo davanti al televisore dopo aver completato il gioco. |                   |         |
| 9                      | Il mistero 「ひなた荘密室現金強奪事件 ミステリな」 - Hinata sō Misshitsu kengin gōdatsu jiken Misuteri na – "Un portafoglio smarrito al dormitorio Hinata (MISTERO)" | 14 giugno 2000    |         |
| 9                      | Panico all'Hinata: Keitaro, dopo essersi svegliato, si accorge che la busta contenente i soldi dell'affitto di un mese è scomparsa dalla sua stanza. Kitsune entra nella parte dell'investigatrice e, dopo essersi vestita come Sherlock Holmes, inizia a condurre un'indagine. Il caso non è semplice perché nessuno si è avvicinato all'Hinata e Kaolla, Shinobu, Keitaro e Kitsune hanno degli alibi inattaccabili (ognuno garantisce per uno o più degli altri). Naru è nella sua stanza, sta cercando disperatamente un oggetto; quando Kitsune le chiede se può controllare la camera Naru (in vistoso imbarazzo) rifiuta di collaborare. L'indagine non porta a niente ma a pranzo Haruka consegna a Keitaro la busta che aveva perso. All'interno, però, non ci sono i soldi ma soltanto dei cartoncini. Kaolla prende il posto di Kitsune nelle indagini. Dopo essersi vestita come il Tenente Colombo annuncia che c'è un nuovo sospettato: Tama, la tartaruga donata da Mutsumi, potrebbe aver mangiato i soldi. Tutti vanno alla ricerca di Tama; Naru è la prima a vederla e quando si accorge che la tartaruga ha sul dorso un adesivo la prende con se e la nasconde. Keitaro, pensando che Naru sia colpevole, scappa con lei confidandole che la proteggerà sempre. Kitsune e le altre ragazze cercano i fuggitivi; quando i due gruppi giungono nella camera di Kaolla Naru (e Tama) si rifugiano alle terme mentre Keitaro viene bloccato. Kitsune dice a tutti di essere lei la ladra: aveva visto che Keitaro non custodiva con attenzione i soldi e per punirlo ha architettato il finto furto togliendo i soldi dalla busta per metterli nel portafoglio di Keitaro. Il caso è risolto, ma Keitaro ha perso il portafoglio. Mentre gli altri vanno alla ricerca del portafoglio di Keitaro, Naru recupera il foglio attaccato a Tama. Si tratta dell'oggetto che cercava disperatamente e che non voleva far vedere agli altri: la foto adesiva scattata insieme a Keitaro nella loro gita a Okinawa. |                   |         |
| 10                     | La trasformazione 「月夜にさまよう美女の正体は? 変身な」 - Tsukiyori ni Samayou Bijo no Shōtai wa? Henshin na – "L'identità della ragazza che danza sotto la luna piena (TRASFORMAZIONE)" | 21 giugno 2000    |         |
| 10                     | Nel cielo notturno sopra l'Hinata si ammira una stupenda luna rossa. Keitaro, mentre sta cercando di dormire, si accorge che qualcuno è entrato nel suo futon e dorme accanto a lui: è Kaolla che, nel sonno, lo abbraccia chiamandolo "fratellone". La mattina seguente Kaolla (che dice di avere un fratello e una sorella maggiori) non ricorda niente di strano. Keitaro ha sentito che è improvvisamente apparsa una ragazza — simile a Kaolla — che tenta di sedurre i passanti. La notte successiva Keitaro vede che sul tetto c'è una ragazza che suona una strana chitarra: è Kaolla, che sotto la luna rossa è diventata più grande e pensa che Keitaro sia suo fratello. Keitaro scopre che Kaolla, da bambina, aveva espresso un desiderio sotto la luna rossa del deserto: diventare grande per essere bella come le aveva predetto il fratello. Dopo una giornata in cui Kaolla è esuberante ed energica come sempre giunge la notte; questa volta al fianco di Kaolla appare la ragazza misteriosa vista la prima notte della luna rossa: è Amara, la sorella di Kaolla. Ogni volta che Kaolla si trasforma nella versione adulta si indebolisce, e per evitarle guai Amara fa di tutto per allontanare Keitaro dalla sorella. Tra Amara e Kaolla scoppia una dura battaglia; Kaolla sta per essere colpita da un fulmine quando Keitaro la spinge via salvandola. Mentre Kaolla è ancora frastornata Keitaro le dice che non deve avere fretta di crescere perché è già molto carina. Le parole di Keitaro sembrano avere effetto su Kaolla che, anche a seguito della scomparsa della luna rossa, da quel giorno non si trasformerà più nella versione adulta. |                   |         |
| 11                     | La canzone 「目指せ東大生アイドルは予備校生 歌うな」 - Mokushiki se Tōdaisei Aidoru wa Yobikōsei Utau na – "La Idol che aspira alla Todai è una Ronin (CANZONE)" | 28 giugno 2000    |         |
| 11                     | Naru vince un concorso per idol. A causa della sua nuova attività deve allontanarsi dall'Hinata, il suo manager Kentaro Sakata (il compagno di scuola che ha una cotta per lei) ritiene che per Naru sia meglio alloggiare in un albergo. Keitaro non crede che Naru possa avere molto successo, e poi lei deve studiare per entrare alla Tōdai. In realtà Naru diventa in breve una cantante molto apprezzata tra i giovani e forse la nuova vita può farle cambiare l'idea di andare all'università. Kitsune racconta che Naru aveva promesso ad un suo professore delle superiori (di cui si era innamorata) di raggiungerlo alla Tōdai dove lui sarebbe andato a lavorare; in seguito l'infatuazione di Naru per il professore si era affievolita ed ora — secondo Kitsune — non c'è alcun motivo per Naru per entrare all'università. Un giorno Naru si presenta all'Hinata camuffata per non farsi riconoscere: i ritmi di vita da idol sono stressanti e lei ha bisogno di un po' di riposo. Kentaro giunge alla pensione per recuperare Naru ma le prime ragazze che vede sono Shinobu e Motoko; a questo punto pensa di sfruttare l'occasione per ingaggiarle come cantanti al posto di Naru. Il trambusto che si crea permette a Naru di scappare dall'Hinata insieme a Keitaro: i due si concedono una giornata rilassante cercando di scappare dai fans. Al momento di rientrare Keitaro sprona Naru a proseguire nella sua carriera di idol; lei avrebbe preferito sentirsi dire di tornare all'Hinata e, delusa, colpisce Keitaro con un pugno. Il giorno dopo Keitaro, mentre sta pulendo la vasca termale, vede che tutte le ragazze sono lì. Shinobu e Motoko hanno abbandonato la carriera di idol perché la ritengono troppo dura mentre Naru è stata fotografata da un paparazzo mentre colpiva Keitaro: una idol non può essere violenta, quindi è stata costretta ad abbandonare la carriera. A questo punto per lei è possibile mantenere la promessa che aveva fatto qualche tempo prima a Keitaro di entrare insieme alla Tōdai. |                   |         |
| 12                     | Ah, la femminilità 「お色直し?剣豪モトコの晴れ着姿 女の子な」 - Oironaoshi? Kengō Motoko no Hare gisugata Onna no ko na – "Trasformazione? Il look casual della spadaccina Motoko (FEMMINILE)" | 5 luglio 2000     |         |
| 12                     | Makoto ha il terrore delle tartarughe; la presenza di Tama all'Hinata non la aiuta, anche perché la piccola ospite trova molto simpatica la ragazza appassionata di kendo. Tama entra dentro il kimono di Makoto, scatenando una dura reazione della ragazza. Makoto mette subito a lavare il kimono, ma il caso vuole che tutti i suoi abiti siano ad asciugare o in lavanderia. Per non rimanere con l'asciugamano sopra la biancheria è costretta a indossare uno degli abiti prestati dalle altre ragazze, ma Mokoto si trova a suo agio soltanto col kimono. Lei non vuole fare come la sorella maggiore, che abbandonò l'arte della spada per stare insieme a un uomo: per dedicarsi completamente al kendo ha deciso di non mettere mai in mostra il suo lato femminile. Alla fine Motoko indossa un abito di Haruka per uscire, ma prima di rientrare in casa obbliga Keitaro (incontrato per caso) a darle i suoi vestiti. La mattina successiva gli abitanti dell'Hinata si accorgono che durante la notte sono spariti vari apparecchi elettrici e le pentole usate da Shinobu per cucinare. Tama viene subito sospettata di essere l'autrice dei furti, e tutti gli occupanti della pensione si mettono alla caccia della tartaruga. Dopo un rocambolesco inseguimento si scopre che l'autore dei furti è Tamago — la tartaruga robot creata da Kaolla — che nel frattempo è cresciuta a dismisura. Solo Motoko può sconfiggere Tamago, ma quando non indossa il kimono pare che abbia perso i suoi poteri. La ragazza sta per togliersi il vestito per combattere quando Keitaro la ferma dicendole che non deve aver paura dell'abito: quello che conta è che lei è sempre la stessa, nessun abito può farle niente. Motoko si rassicura e riesce a sconfiggere Tamago: a questo punto non ha più paura di indossare abiti che evidenziano la sua figura e riesce a mettersi lo yukata della sorella che era appena stato consegnato all'Hinata. |                   |         |
| 13                     | Che sapore ha il primo bacio? 「初キスの味はレモン?マシュマロ? おとな」 - Hatsu kisu no aji wa remon? Mashumaro? Otona – "Il primo bacio sa di limone o di marshmallow? (ADULTA)" | 12 luglio 2000    |         |
| 13                     | Kitsune si diverte a spiare Naru e Keitaro mentre studiano e invita Kaolla e Shinobu a unirsi a lei per godersi lo spettacolo: Naru sembra dormire e Keitaro tenta di baciarla. Anche se non accade niente — Naru fingeva di dormire e respinge Keitaro con un pugno — Shinobu rimane molto turbata dalla scena. Lei non ha mai baciato nessuno, e sapendo che la sua amica Akiko ha già baciato qualcuno è curiosa di sapere cosa si prova. Kitsune la vede mentre sta disegnando due ragazzi che si baciano: i due assomigliano a Shinobu e a Keitaro. Shinobu è sempre più curiosa sul primo bacio e chiede informazioni a Naru e Keitaro — pensando che i due si siano baciati — ma ottiene solo una risposta vaga da Naru. Il mattino dopo Akiko si presenta all'Hinata per passare la giornata con Shinobu e Kaolla. La mattina scorre felice, ma una frase di Keitaro rende triste Shinobu. Kaolla, per sollevare il morale di Shinobu, le mostra la sua nuova invenzione: un automa che bacia la prima persona che si trova davanti. Shinobu riesce a sfuggire all'automa e, con coraggio, chiede a Keitaro di parlare da sola con lui. I due sono sul tetto, Shinobu vorrebbe farsi baciare quando Kaolla mette sul volto di Keitaro l'evoluzione della sua macchina per baciare. Shinobu scappa in camera sua disperata; Kaolla la raggiunge e le spiega che aveva capito il desiderio di Shinobu vedendo il suo blocco da disegno e, con fare svelto, la bacia. A questo punto Shinobu, in lacrime si infuria con Kaolla: la credeva un'amica ma lei l'ha tradita spiando il suo blocco da disegno e rubandole il primo bacio. Kaolla è felice per la reazione di Shinobu, per lei è un'amica importante ma si sentiva messa in disparte: questa è la prima volta che le sente dire quello che pensa senza nasconderlo. Shinobu capisce che Kaolla non aveva cattive intenzioni: tra le lacrime l'abbraccia confidandole che per lei è la migliore amica. |                   |         |
| 14                     | Ah, l'amore 「再会?なる憧れの人は今東大講師 ラブへな」 - Saikai? Naru akogare no hito wa ima Tōdai Kōshi Rabu he na – "La cotta di Naru è adesso un professore della Todai (SI STA INNAMORANDO?)" | 19 luglio 2000    |         |
| 14                     | L'Hinata è nei guai: per evitare la chiusura si devono trovare 60.000 Yen entro tre giorni. Keitaro e le ospiti iniziano a cercare del lavori part-time per guadagnare la cifra necessaria. Kitsune, che non ha voglia di lavorare, riesce a farsi consegnare la sua parte da Keitaro: il ragazzo deve trovare un lavoro ben retribuito. Gli amici di Keitaro gli indicano un impiego, ma lui non è soddisfatto. Mentre è alla Tōdai Keitaro incontra il professor Noriyasu Seta che gli offre un impiego come assistente nel suo laboratorio di archeologia. Kitsune assiste alla scena preoccupata: Seta è il professore di cui si era innamorata Naru e pensa che se i due dovessero incontrarsi potrebbe rinascere l'infatuazione di Naru per l'insegnante. Il compito di Kitsune appare difficile, anche Naru ha trovato un lavoro alla Tōdai e le probabilità di incontrare il professore sono molto elevate. Kitsune riesce con vari stratagemmi a tenere lontana Naru da Seta; le cose si complicano quando tutte le inquiline dell'Hinata trovano un impiego all'università e diventa difficile tenere nascosta la storia che lega Naru a Seta. Durante il suo lavoro — consegnare i bentō nei vari uffici — Naru sta per entrare nell'ufficio di Seta. Anche questa volta Kitsune riesce nel suo intento di non far incontrare i due, ma l'odore delle sigarette fumate dal professore ha riportato alla mente di Naru le sensazioni che provava quando era innamorata. La sera, all'Hinata, si contano i soldi guadagnati: le ragazze hanno fatto la loro parte ma manca la cifra a carico di Keitaro. Il ragazzo ha perso il lavoro perché Sarah McDougall (l'esuberante figlia del professor Seta) ha rotto i reperti che stava aggiustando: per lui non rimane che lo stressante lavoro suggerito dagli amici. |                   |         |
| 15                     | Ti voglio bene! 「好き!洞くつの中のラブラブ宣言 ほらあな」 - Suki! Kutsu no naka no Rabu Rabu Horaana – "Ti amo! Confessione romantica nella caverna (STORIA)" | 26 luglio 2000    |         |
| 15                     | Il professor Seta esegue degli scavi nei pressi dell'Hinata e chiede a Keitaro di prendersi cura della figlia. Sarah getta lo scompiglio nella pensione e quando sfugge al controllo di Keitaro e Naru Kitsune — con l'aiuto delle altre inquiline — tenta di bloccarla: non vuole che Naru sappia che Seta è lì vicino. Sarah si ritrova bloccata davanti a un portone che non deve essere aperto. Le ragazze stanno per riportarla alla pensione quando la porta si apre improvvisamente: Seta, nei suoi scavi, è giunto in una grotta che conduce al portone alle spalle dei ragazzi. La vista del professore sconvolge Naru che sembra ancora provare qualcosa per lui. Keitaro preferisce lasciare Naru da sola con Seta. Più tardi Keitaro e Naru si incontrano sul terrazzo della pensione: Naru, che poco prima aveva gli aveva detto di non essere del tutto indifferente a lui, si scusa per come si è comportata. Keitaro vuol fare in modo che Seta sappia che piace a Naru, e trascina la ragazza nella grotta alla ricerca del professore. A loro si aggregano Kitsune, Shinobu, Kaolla e Motoko che tentano di bloccare Keitaro. Dopo varie peripezie i due gruppi si ritrovano insieme al professore e a Sarah; a causa di un crollo tutti rimangono bloccati nella grotta senza riuscire a trovare una via di fuga. Keitaro, nel silenzio generale, grida a Seta che Naru gli vuole bene. La risposta del professore sorprende tutti: lui vuole bene a Naru, ma anche a Keitaro, Kitsune e agli altri ospiti dell'Hinata. Il gruppo giunge allo stremo delle forze quando, improvvisamente, una luce appare sulla volta della grotta. Haruka la usava come discarica della pensione, e quando ha aperto la botola per gettare l'immondizia ha mostrato la via di fuga al gruppo di esploratori. Tutti riescono a salvarsi e la giornata si conclude con un bagno ristoratore. |                   |         |
| 16                     | Il bacio ci sarà? 「海の家・浜茶家ひなたのサル芝居 チュウかな」 - Umi no Ka, Hamachaie Hinata no Saru Shibai Chū ka na – "Spettacolo teatrale alla Seaside Teahouse Hinata (UN BACIO?)" | 2 agosto 2000     |         |
| 16                     | Arriva l'estate e gli abitanti dell'Hinata si spostano al mare. Sulla spiaggia c'è una sala da tè fatiscente di proprietà della famiglia Urashima. Haruka spiega che quel locale viene usato nei mesi estivi per guadagnare i soldi necessari per la manutenzione della pensione; per attirare i clienti è tradizione mettere in scena una rappresentazione teatrale in cui recitano gli ospiti della pensione. L'opera scelta è Il viaggio in Occidente (un romanzo molto conosciuto in Giappone) ed il compito di Keitaro e delle altre ragazze appare molto complicato. La rappresentazione — nonostante alcune improvvisazioni degli attori — ha un grande successo. Nel corso della recita Kaolla, presa dalla frenesia, distrugge la sala da tè; sembra impossibile mettere in scena l'ultimo atto dello spettacolo ma Seta giunge in aiuto degli attori. Il professore stava effettuando degli scavi nei pressi e ha trovato i resti di un antico teatro in ottimo stato di conservazione, ideale per la rappresentazione. Seta pone una sola condizione per l'uso del luogo: lui e Sarah dovranno recitare. Dopo un cambio di attori per accontentare il professore la recita riprende, con l'apprezzamento del pubblico. Lo spettacolo sta per concludersi quando si verifica un incidente: Keitaro strappa il reggiseno a Naru e lei, in vistoso imbarazzo, lo colpisce con un violentissimo pugno. Keitaro è fuori combattimento e non sembra in grado di proseguire; una bambina nel pubblico ricorda che nel romanzo viene detto che un bacio di Sanzo (il personaggio interpretato da Naru) salverà Goku (interpretato da Keitaro). Naru è imbarazzata ma si avvicina a Keitaro: preoccupata, gli accarezza la guancia e si avvicina al suo volto quando dal pavimento del teatro si alza una grande colonna d'acqua. In breve le rovine si trasformano in una vasca termale; Haruka ha trovato una nuova fonte di reddito per le manutenzioni dell'Hinata e inizia a sfruttare la nuova attrazione. |                   |         |
| 17                     | Ah, che paura 「海…なるにドキッ!妖怪にクラッ 妖しいな」 - Umi... Naru ni Doki!! Yōkai ni Kura Ayashii na – "Sedotto da Naru sull'Isola Stregata (QUALCOSA DI SOSPETTO)" | 9 agosto 2000     |         |
| 17                     | La casa da tè sulla spiaggia è tornata in funzione; Keitaro, Naru e le altre ragazze lavorano a pieno ritmo. Motoko riceve un invito a recarsi su un'isola vicina: pare che uno spirito maligno la infesti e c'è bisogno del suo aiuto per scacciarlo. Motoko parte per l'isola senza attendere l'arrivo del grande maestro come le era stato indicato. Gli amici di Keitaro vogliono andare sull'isola con le ragazze per sfruttare l'occasione; se Naru, Shinobu e le altre avessero paura loro potranno consolarle. Sull'isola c'è realmente lo spirito di una ragazza che, tradita dall'uomo che amava, vuole vendicarsi tormentando tutti gli uomini che le capitano a tiro. Naru scopre le vere intenzioni dei ragazzi e si arrabbia con Keitaro. La ragazza non si accorge che una collana — portata dagli amici di Keitaro — che indossa è realmente infestata dallo spirito della ragazza. Naru viene posseduta dallo spirito e inizia a comportarsi in maniera alquanto strana. Solo Motoko può salvarla, ma i suoi poteri non sono sufficientemente potenti per sconfiggere lo spirito. Motoko inizia un duro allenamento; i risultati però non sono incoraggianti. Seta le fa capire che solo quando si vuole veramente bene a una persona si riesce a dare il massimo di sé; a questo punto Motoko, ispirandosi alla sorella — che era sempre sorridente — capisce che l'amore non è una debolezza ma un punto di forza. Mentre Keitaro tenta di salvare Naru la collana indossata dalla ragazza si rompe, liberandola dallo sprito. I guai, però, non sono finiti: lo spirito si è impossessato di una amica di Motoko e sta tentando di uccidere Keitaro. Motoko, pensando all'affetto che prova per le sue amiche, sferra un potente colpo con la sua spada e riesce a scacciare definitivamente lo spirito che infestava l'isola. Tutto torna a posto, e Motoko ora è consapevole di essere più forte. |                   |         |
| 18                     | A presto 「それぞれの浴衣のきみと夏祭り ほな」 - Sorezore no yukata no kimi to Natsumatsuri Hona – "Ragazze vestite con lo Yukata per la festa d'estate (ANDIAMO!)" | 16 agosto 2000    |         |
| 18                     | L'estate è al termine e la casa da tè sulla spiaggia sta chiudendo; prima di tornare all'Hinata rimane il tempo per partecipare alla festa estiva. Naru è ancora arrabbiata con Keitaro per un piccolo incidente avvenuto dopo la recita e propone a Seta di andare alla festa con lei. Per tutta risposta Keitaro invita Shinobu a trascorrere la serata con lui; Shinobu accetta entusiasta — da molto è innamorata di Keitaro — e tutti gli ospiti dell'Hinata vanno alla festa indossando i tradizionali yukata. Durante la serata Keitaro e Naru si incrociano diverse volte; le situazioni che si creano mostrano che Naru, nonostante le apparenze, è molto attratta da Keitaro. Intanto Sarah, sapendo che il padre deve partire per lavoro, va su un'isola vicina insieme a Kaolla. Sarah vuole andarsene lasciano sola Kaolla, ma il gommone che le ha portate sull'isola si buca ed entrambe restano bloccate. Kitsune le rintraccia e sta andando a prenderle quando lo scooter acquatico che sta usando si guasta: ora anche lei è bloccata. Kitsune tenta di entrare in confidenza con Sarah, ma la bimba si ribella: si è accorta che lei è innamorata del padre e teme che possa portarglielo via. Intanto iniziano i fuochi d'artificio; Haruka e le altre ragazze, anche se distanti, iniziano a cantare la stessa canzone. Naru e Keitaro — dopo aver lasciato i loro compagni di serata — si incontrano casualmente. Entrambi vogliono scusarsi con l'altro, tra loro si è creata una grande intesa e sembra che stiano per baciarsi quando Kentaro li interrompe facendoli cadere rovinosamente. Sull'isola intanto Kitsune riesce a tranquillizzare Sarah, al punto che la piccola si addormenta fra le sue braccia. Con la bassa marea l'isola è collegata alla terraferma; ora Seta riesce a raggiungere le ragazze bloccate. Kitusne propone di seguirlo per accudire Sarah. Seta rimarrà lontano dal Giappone solo per pochi giorni, quindi non è necessario che Kitsune vada con lui; la ragazza, imbarazzata, gli dice che lo attenderà all'Hinata prendendosi cura della figlia. |                   |         |
| 19                     | Una persona gentile 「玉の輿?海のむこうの皇太子 暖かな」 - Tama no koshi? Umi no mukou no Kōtaishi Atataka na – "Matrimonio nel denaro? Il principe d'oltreoceano (CALDO)" | 23 agosto 2000    |         |
| 19                     | Alla pensione Hinata arriva un misterioso ragazzo. Il giovane assomiglia moltissimo a Keitaro, ma i suoi modi sono molto più signorili e galanti. Nello stesso tempo Kaolla si trasforma nella versione adulta — anche se non c'è la luna rossa — e dopo aver seminato il panico nella pensione scappa. Naru parte alla ricerca di Amara — ha bisogno di aiuto per rintracciare Kaolla — e la trova nell'appartamento di Mutsumi giunta a Hinata per l'esame di ammissione alla Tōdai. Le tre tornano alla pensione dove scoprono chi è il misterioso ragazzo. Amara lo presenta, è il cugino Ranba-Lu, principe ereditario del loro paese di origine. Ranba spiega che lui, Amara e Kaolla non sono parenti (anche se lo chiamano "cugino" e "fratellone"); per poter salire al trono deve sposarsi e ha deciso che Kaolla sarà la sua moglie. Kaolla vuole bene a Ranba ma non al punto di sposarlo: acconsentirà alle nozze solo se lui la batterà in combattimento. La sfida tra i due è dura, Kaolla soccombe e per non sposare Ranba scappa. Kitsune organizza un piano per far tornare Kaolla: lei, Shinobu, Naru, Motoko e Mutsumi faranno finta di sposare Ranba per scatenare la gelosia di Kaolla. Le cose vanno come previsto: Kaolla, visto che Ranba è già promesso sposo alle altre ragazze, prende con se Keitaro per sposarlo; Kitsune aveva però fatto scambiare di posto Keitaro e Ranba e ora Kaolla è in compagnia del principe. Ranba tenta di convincere Kaolla a sposarlo; lei, dopo avergli detto che non riesce a vederlo come marito, gli confida che Amara lo ha sempre amato. Proprio in quel momento Amara si presenta davanti a loro; Ranba capisce i sentimenti delle ragazze e decide che sposerà Amara. Tutto sembra andare per il meglio, ma sull'aereo che porta Kaolla e Amara nel loro paese per la cerimonia di nozze si imbarca Keitaro al posto di Ranba. La somiglianza tra i due ha confuso le ragazze, e Ranba ne approfitta per rilassarsi all'Hinata. |                   |         |
| 20                     | L'automa 「眠りの少女とセピア色の約束 カラクリな」 - Nemuri no shōjo to Sepia iro no yakusoku Karakuri na – "La ragazza addormentata e la promessa color seppia (UN TRUCCO?)" | 30 agosto 2000    |         |
| 20                     | Keitaro e Naru stanno studiando insieme a Mutsumi quando nella loro stanza sbucano improvvisamente Kaolla e Sarah. Le due ragazzine hanno scoperto una serie di cunicoli nascosti che si snodano lungo tutto l'Hinata e vogliono tracciarne la mappa; dopo aver preso con se gli studenti si ritrovano in una zona ignota che, però, Keitaro e Mutsumi sembrano conoscere. Keitaro trova su una porta un cartello con la scritta "Moe" e ci entra: all'interno su una sedia c'è una bambola grande come una bambina coperta da un telo. Quando Keitaro scopre la bambola questa si alza e parla al ragazzo, che per l'emozione sviene. Mentre Keitaro nella sua stanza ripulisce la bambola, Haruka legge il diario dell'Hinata — un registro dove i vari gestori annotavano gli eventi più significativi della pensione — a Naru e alle altre inquiline. La bambola fu costruita per l'Esposizione Universale del 1900 e, dopo un danno ai suoi meccanismi che ne bloccarono le gambe, fu presa dalla famiglia Urashima. Hina — nonna di Keitaro e zia di Haruka — chiamò la bambola Moe, e suo padre Keisuke — il bisnonno di Keitaro — promise che la bambola avrebbe camminato di nuovo. Mentre Haruka racconta la storia di Moe, Keitaro e Mutsumi stanno facendo conversazione con la bambola. Naru si unisce a loro, ma non riesce a sentire le parole di Moe. Keitaro chiede aiuto a Kaolla e alle altre ragazze per riparare la bambola. L'intervento di Kaolla è risolutivo e Moe torna a camminare. Keitaro, Naru e Mutsumi stanno giocando con Moe; la bambola, dopo aver chiesto a Mutsumi se vuole bene a Keitaro, rivolge la stessa domanda a Naru. Naru per la prima volta riesce a sentire la bambola, che le racconta la sua storia. Da piccolo Keitaro le aveva rinnovato la promessa di Keisuke — farla camminare di nuovo — e lei, in cambio, sarebbe diventata sua moglie; vedendo che Keitaro è circondato da tante ragazze che gli vogliono bene pensa che non sia più necessario sposarlo. Dopo queste parole Moe saluta Keitaro e si accascia, perdendo la capacità di parlare e di muoversi. |                   |         |
| 21                     | Scenata di gelosia 「嫉妬爆発!?ボート上のお熱い二人 わなわな」 - Shitto Bakuhatsu!? Bōto ueno oatsui futari Wanawana – "Attacco di Gelosia? Due innamorati su una barca (BRIVIDO)" | 6 settembre 2000  |         |
| 21                     | Keitaro, per ringraziare Naru dell'aiuto che gli ha dato nello studio, ha deciso di portarla a pranzo in un ristorante. Naru si fa bella per l'occasione, Kitsune se ne accorge e la provoca dicendole che sembra che si stia preparando per un appuntamento galante. La giornata scorre tra alti e bassi: Naru allontana Keitaro quando le situazioni li fanno sembrare due fidanzati, anche se in fondo non le dispiacerebbe approfondire la relazione con lui. I due sono spiati da Kitsune e da una misteriosa ragazzina che li osservano per tutta la giornata. Prima di rientrare all'Hinata Keitaro trascina Naru in una cabina per farsi una foto insieme, spiegandole che per lui è una cosa molto importante per ricordare la loro uscita. Naru, colpita dal romanticismo di Keitaro, sta per baciarlo quando Mutsumi li interrompe: si è persa e non riesce a tornare a casa. Keitaro e Naru la accompagnano; quando sono giunti a destinazione Mutsumi (dopo aver detto a Naru che vuole entrare alla Tōdai per una promessa che le aveva fatto un compagno di giochi di cui non ricorda il nome quando erano bambini) chiede a Keitaro di uscire insieme. Keitaro accetta, la mattina seguente Mutsumi è all'Hinata per iniziare la giornata con lui. Naru viene presa dalla gelosia e non può fare a meno di spiare i due per intromettersi quando l'atmosfera diventa troppo romantica. Mutsumi chiede a Keitaro di fare un giro in barca, durante il quale — nonostante gli interventi di una Naru sempre più gelosa — gli confida di essere tranquilla solo con lui e che le piacerebbe frequentare l'università insieme. Naru sperona la barca dei due e Keitaro inizia a remare per scappare. La fuga si interrompe quando Keitaro e Naru si schiantano contro la barca di Kitsune che osservava i tre: tutti finiscono in acqua e la gita si conclude con un bagno collettivo. A fine giornata — mentre Naru, Kitsune e le altre ospiti dell'Hinata sono alle terme — appare la misteriosa ragazza che spiava Keitaro: è Mei, la sorella di Naru, che dice di essere venuta per portarla via dall'Hinata. |                   |         |
| 22                     | Il piano segreto 「妹メイのたくらみ、密室大作戦 そんな」 - Imōto Mei no takurami, Misshitsu Daisakusen Sonna – "Il progetto della sorella minore Mei (NON PUÒ ESSERE!)" | 13 settembre 2000 |         |
| 22                     | Mei ha ordito un piano per riportare Naru a casa: credendo che la sorella voglia rimanere all'Hinata solo perché innamorata di Keitaro, vuole fare in modo che il ragazzo si fidanzi con Mutsumi. In questo modo Naru, non avendo più stimoli per entrare alla Tōdai, sarà costretta a rientrare a casa. Durante la colazione Naru confida agli altri ospiti che lei e Mei sono sorellastre: la madre di Naru si è risposata e Mei è la figlia del nuovo marito. Mentre è nella sua stanza Naru trova un album fotografico — portato da Mei — e rivive i momenti della sua infanzia e adolescenza. Intanto Mei porta avanti il suo piano, e organizza una serie di situazioni nelle quali Keitaro e Mutsumi rimangono da soli. Mentre gli ospiti dell'Hinata sono ad una festa Naru rientra nella sua camera portando con se il pupazzo — che le è stato regalato da una persona che non ricorda e al quale è affezionata da quando era bambina — che Kaolla aveva messo nella pentola dello stufato. Mutsumi confida a Naru che anche lei da piccola ne aveva uno uguale e che lo ha regalato a una bambina a cui voleva molto bene ma non ricorda chi fosse. Naru incontra Haruna che le confida che Mutsumi somiglia alla figlia di un loro lontano parente e che anni prima, quando l'Hinata era ancora un albergo, Keitaro, Naru e questa bambina giocavano spesso nel giardino della pensione. Le parole di Haruka turbano Naru soprattutto quando Mei le mostra una foto dell'album: Naru bambina è nel giardino dell'Hinata, alle sue spalle due bambini che assomigliano a Keitaro e Mutsumi stanno giocando. Naru inizia a credere che Mutsumi sia la bambina a cui Keitaro ha promesso di entrare insieme alla Tōdai. Dopo una telefonata con i genitori Naru scopre che Mei è scappata di casa perché non vogliono che vada a studiare all'estero; il piano della ragazzina fallisce perché Naru sarebbe dovuta rientrare a casa alla sua partenza. A fine serata Naru sta lavando il pupazzo quando si accorge di una scritta che non aveva mai visto: è il nome del proprietario del pupazzo e rimane sconvolta quando legge "Mutsumi Otohime"...                                                                         |                   |         |
| 23                     | Il triste cuore di una ragazza innamorata 「成瀬川なる、揺れる女心と景太郎 こなごな」 - Narusegawa Naru, Yureru onnagokoro to Keitarō Konagona – "Naru Narusegawa - Il suo cuore incerto e Keitaro (INNAMORARSI)" | 20 settembre 2000 |         |
| 23                     | Naru è ancora turbata per le scoperte fatte con l'aiuto di Mei sugli eventi che la legano a Keitaro e Mutsumi; dopo una notte insonne è molto depressa e rifiuta di andare a controllare i risultati dei test di preparazione con Keitaro e Mutsumi. Vedendo che i due sono molto affiatati si convince che devono sapere che da bambini si sono scambiati la promessa di entrare alla Tōdai, ma ha paura che Keitaro — ritrovata comunque la bimba della promessa — perda interesse nello studio. Naru decide di dire a Mutsumi come stanno le cose e, durante un bagno alle terme, comincia a parlarle di Keitaro. Le sue parole sono fraintese da Mutsumi — e da Kitsune, Koalla, Sarah e Shinobu che stavano spiando — che le scambia come una dichiarazione d'amore verso Keitaro. All'Hinata, intanto, arrivano Seta e Hina. La nonna di Keitaro è tornata dalle vacanze perché vuole fare degli urgenti lavori di manutenzione e chiede agli ospiti della pensione di lasciare le loro stanze per alcuni giorni. Quasi tutti trovano una sistemazione, solo Keitaro e Naru rimangono seduti all'ingresso della pensione per valutare dove andare. Mutsumi propone loro di andare da lei, da quando Amara è tornata a casa ha una stanza libera e può ospitarli. Keitaro accetta, mentre Naru (dopo che aveva detto che sarebbe andata con loro) rifiuta l'offerta: anche se a malincuore ritiene che non debba intromettersi tra loro e tornerà dai genitori con Mei. Naru è alla stazione con Shinobu e Mei quando decide di andare da Mutsumi per dire a lei e Keitaro della promessa; davanti alla porta della casa di Mutsumi ha un attimo di esitazione ma poi entra nell'appartamento. La scena che le appare davanti la sconvolge: Keitaro sta sostenendo Mutsumi che le è caduta addosso uscendo dalla doccia, ma agli occhi di Naru i due sembrano legati in un sensuale abbraccio. Naru scappa disperata, Keitaro la raggiunge e prendendole il polso la volta verso di se. Naru è in lacrime e, senza dire niente, bacia Keitaro. Mutsumi è dietro di loro con la foto di loro bambini portata da Naru e chiede se il bimbo ritratto è Keitaro. Naru, sempre più sconvolta, rivolge un augurio ai ragazzi e se ne va. |                   |         |
| 24                     | Se son rose fioriranno 「祝!サクラサクのは東大?恋? みんな」 - Shuku! Sakura saku no wa Tōdai? Koi? Minna – "Celebrazione! Stanno i fiori sbocciando alla Todai? Amore? (TUTTI)" | 27 settembre 2000 |         |
| 24                     | Shinobu è dalla madre quando riceve una telefonata di Keitaro: lui non sarà più il custode dell'Hinata. La ragazza è molto dispiaciuta perché Keitaro, con le parole che le ha rivolto all'arrivo alla pensione, è riuscito ad aiutarla in un momento per lei difficile. Shinobu incontra le altre inquiline dell'Hinata e scopre che tutte sono molto legate a Keitaro e vorrebbero che tornasse; con l'aiuto di Kaolla studiano un piano per riportarlo alla pensione. Shinobu va a casa di Naru per dirle del piano ma lei non ha intenzione di aiutarle: gli eventi della notte precedente l'hanno sconvolta ed è intenzionata a non intromettersi tra Keitaro e Mutsumi. Shinobu non demorde e rimane al cancello della casa di Naru, in modo che lei possa vederla dalla sua camera. Giunge la notte e Kitsune prende il posto di Shinobu; parlando verso la camera di Naru dice all'amica che non deve fare il suo stesso errore di non confessare i propri sentimenti al ragazzo che amava. Intanto Keitaro, che è ancora da Mutsumi, viene raggiunto da Seta che lo sfida in combattimento. Mentre Keitaro subisce i colpi del professore Sarah lo attacca duramente dicendogli che non deve mai arrendersi come ha fatto con Naru. Keitaro si convince, ma fugge disperato: a differenza di Naru e Mutsumi non è riuscito a entrare alla Tōdai e pare che più niente lo leghi all'Hinata. Alla pensione, intanto, le ragazze stanno cercando Keitaro; Naru lo trova al parco giochi dove quindici anni prima lei, Keitaro e Mutsumi si erano incontrati. Naru, sapendo che Keitaro è stato bocciato, gli dice che lo aspetterà alla Tōdai l'anno successivo. Keitaro torna all'Hinata come custode e trova le ragazze che lo accolgono con gioia. La sera Mutsumi, ospite di Naru, racconta la storia della foto. Lei non è la bambina che sta giocando con Keitaro, era vicino a loro quando ha sentito la promessa che si sono scambiati. La storia le era piaciuta ed ora, ritrovando Keitaro che ha sempre amato, ha approfittato della situazione per stargli vicino. Mutsumi però comprende i sentimenti che legano Naru e Keitaro, ed è disposta a farsi da parte per la loro felicità.                                |                   |         |
| 25                     | La scelta di Motoko 「素子のセンタク、恋か剣… 泣くな」 - Motoko no Sentaku, Koi ga Ken... Naku na – "La scelta di Motoko tra l'amore e la spada (NON PIANGERE)" | -- speciale --    |         |
| 25                     | All'Hinata giunge improvvisamente Tsuruko, la sorella maggiore di Motoko, che intende lasciare la direzione della scuola di kendo. Motoko non si sente pronta ad assumerne il ruolo e fa credere a Tsuruko che sta per sposarsi con Keitaro e non può tornare a casa. Tsuruko scopre che la storia del matrimonio è falsa e, dopo aver sconfitto la sorella in combattimento, le pone una sfida: se Motoko la batterà in duello assumerà la direzione della scuola, altrimenti sposerà Keitaro. Motoko sa di avere poche possibilità di vincere contro di lei e prova a vivere come una ragazza normale. Nonostante l'impegno Motoko pare poco portata per le faccende domestiche e, disperata, chiede aiuto a Keitaro. Lui le dona una meravigliosa katana nera che appartiene alla nonna; la spada però è maledetta e assorbe le energie di chi tenta di usarla. Arriva il giorno della sfida: Motoko ha deciso di non usare la spada di Keitaro e di affrontare Tsuruko con i suoi mezzi. La sfida vede subito Tsuruko in vantaggio quando Naru — che non sa della maledizione — prende la spada che Keitaro custodiva. Lo spirito maligno si impossessa di Naru che, dopo aver messo fuori combattimento Tsuruko, punta decisa verso Motoko. Dopo aver creato un diversivo Motoko raccoglie tutte le sue forze per sferrare verso Naru un colpo capace di sconfiggere lo spirito senza ferirla utilizzando la spada di Tsuruko. Motoko riesce nel suo intento salvando Naru; con il suo colpo è riuscita a fare meglio di Tsuruko che non era mai riuscita a metterlo a segno. Ora la scuola di kendo ha un degno successore, e Motoko — quando se lo sentirà — potrà assumerne la direzione con onore. |                   |         |

## Speciali
| Nº                   | Titolo italiano Giapponese 「Kanji」 - Rōmaji - Traduzione letterale | Prima edizione   | Prima edizione |
| Nº                   | Titolo italiano Giapponese 「Kanji」 - Rōmaji - Traduzione letterale | Giapponese       |                |
| Speciali (2 episodi) | |                  |                |
| 1                    | Love Hina Special Christmas 「ラブひな クリスマススペシャル～サイレント・イヴ～」 - Rabu Hina Kurisumasu Supesharu ~ Sairento Ibu ~ – "Love Hina Christmas special ~ Silent Eve ~" | 25 dicembre 2000 |                |
| 1                    | Mancano pochi giorni a Natale e Keitaro, Naru e Mutsumi stanno studiando per l'esame che dovranno affrontare la mattina della vigilia. Keitaro, approfittando del clima natalizio pensa di dichiararsi a Naru nonostante lei sia piuttosto fredda verso di lui. Kaolla e Sarah trovano in camera di Naru un pacchetto con una lettera nella quale leggono le parole "ti voglio bene" e credono che sia per Keitaro. Shinobu racconta a Keitaro della lettera e lui, felice, dice a Naru che le vuole bene. Lei rimane turbata e decide di tornare qualche giorno a casa. Il 24 dicembre Keitaro rivede Naru all'università e progetta di darle un regalo al termine dell'esame. Dopo la prova Naru se ne va in un albergo; Keitaro e le altre ragazze dell'Hinata la raggiungono e rimangono sorpresi vedendo che il regalo e la lettera sono per Seta. Keitaro è deluso e, per riprendersi, propone a Shinobu di trascorrere la giornata insieme. Naru li vede mentre Shinobu, abbracciata a Keitaro, accetta di uscire con lui. Mentre Kitsune e le altre ragazze scoprono — parlando con Seta — che il regalo di Naru era solo per scusarsi con lui di una infatuazione da adolescente, Naru se ne torna a casa. Sul treno incontra Motoko che le dà il regalo di Keitaro: un cappotto rosso che a lei piaceva molto e che il ragazzo ha potuto comprare lavorando part-time mentre studiava. Naru cerca allora di incontrare Keitaro in città, ma durante i suoi trasferimenti lascia il cappotto sul treno: per tentare di recuperarlo va nelle varie stazioni della metropolitana e dà appuntamento a Keitaro a Shibuya. Intanto Shinobu ha letto a Keitaro la lettera di Naru a Seta; il ragazzo cerca di raggiungere Naru ma la strada gelata gli gioca un brutto scherzo. Keitaro ha la caviglia slogata e cammina con le stampelle; improvvisamente scivola e cade a terra svenuto. Quando si sveglia si trova in un love hotel con Mutsumi che lo ha soccorso. Keitaro è imbarazzato ma, parlando con Mutsumi, scopre che lei lo ama da sempre e che vuole che lui sia felice con Naru. Nel frattempo Naru ha recuperato il cappotto ed è a Shibuya; anche Keitaro è lì, ma i due non riescono a incontrarsi per la folla presente. Keitaro comincia a credere di non riuscire a dichiararsi quando, pochi minuti prima della mezzanotte, vede il volto di Naru sui maxi schermi sui palazzi circostanti. Una troupe televisiva la sta intervistando e lei ne approfitta per parlare con Keitaro. Naru dice di essere stata fredda con lui solo perché non voleva distrarlo e che, colpita dalla sua dichiarazione, aveva preferito andarsene dall'Hinata per riflettere. Naru conclude dicendo che vuole stare con lui, per entrare insieme alla Tōdai; mentre indossa il cappotto donato da Keitaro lui appare davanti a lei proprio allo scoccare della mezzanotte.     |                  |                |
| 2                    | Love Hina Special Spring – Fiori di ciliegio 「ラブひな 春スペシャル ～キミサクラチルナカレ!!～」 - Rabu Hina Haru Supesharu ~ Kimi Sakurachiru nakare!! ~ – "Love Hina Haru special ~ Kimi sakura chiruna kare !! ~" | 1º aprile 2001   |                |
| 2                    | Primavera, i ciliegi sono in fiore e per Keitaro, Naru e Mutsumi si avvicinano gli ultimi test di ammissione alla Tōdai. Durante l'ultima prova Keitaro si addormenta e, costretto a fare il compito in cinque minuti, è convinto di non essere stato ammesso. Sentendo di aver tradito la promessa fatta quindici anni prima alla bambina misteriosa — che secondo lui è Naru — decide di rifarsi una vita lontano dall'Hinata e risponde a un'offerta per un lavoro all'estero. Keitaro deve imbarcarsi su una nave per essere assunto; qui scopre che il datore di lavoro è Seta. Durante il viaggio Keitaro cade in acqua e, per puro caso, giunge proprio sull'isola dove era destinato. Qui incontra Nyamo, una ragazza che ha una storia simile alla sua. Il nonno di Nyamo è scomparso da molti anni cercando i resti della civiltà della tartaruga (lo stesso obiettivo di Seta); Nyamo promise che, una volta cresciuta, sarebbe andata alla ricerca del nonno. Mentre Keitaro si impegna per aiutare Nyamo, all'Hinata giunge una telefonata di Seta che dice che il ragazzo è con lui. Naru, credendo di non essere stata ammessa all'università, parte subito per l'isola alla ricerca di Keitaro. Dopo essere andate a controllare i risultati degli esami tutte le ospiti della pensione partono per l'isola alla ricerca di Keitaro e Naru, formando due gruppi distinti: Shinobu, Kaolla, Mei e Sarah partono insieme a bordo di una delle invenzioni di Kaolla mentre Kitsune, Motoko e Mutsumi approfittano di un passaggio sulla nave che sta riportando a casa Ken Akamatsu. Naru intanto ha raggiunto Keitaro sull'isola e si unisce a lui per dare una mano a Nyamo. Dopo varie peripezie — tra le quali attraversare un deserto per raggiungere la giungla dove sembra ci siano le tracce la civiltà della tartaruga — i tre raggiungono il punto in cui il nonno di Nyamo iniziò le proprie ricerche. Nel frattempo, con molte difficoltà, i due gruppi partiti dall'Hinata raggiungono Keitaro, Naru e Nyamo. Tutte sono d'accordo ad aiutare Nyamo nella ricerca del nonno ma lei, dopo aver fatto cenno ai ragazzi di non seguirla, parte da sola su una barchetta. Il gruppo di ragazzi sta per rientrare all'Hinata con Naru e Keitaro convinti di non essere stati ammessi alla Tōdai. Mei e Shinobu comunicano loro i risultati dei test: Naru e Keitaro (insieme a Mutsumi) sono stati ammessi e per loro si aprono le porte della Tōdai. Mutsumi interrompe i festeggiamenti ricordando che hanno un solo giorno per consegnare la domanda di iscrizione all'università: il gruppo va alla ricerca di un mezzo di trasporto che li riporti a Tokyo. Mentre tutti corrono a perdifiato Shinobu chiede a Naru quali siano i suoi sentimenti per Keitaro. Con un po' di imbarazzo Naru risponde: «Io a quel tontolone gli darei un sacco... di baci!». |                  |                |

## OAV
| Nº                          | Titolo italiano Giapponese 「Kanji」 - Rōmaji | Prima edizione   | Prima edizione |
| Nº                          | Titolo italiano Giapponese 「Kanji」 - Rōmaji | Giapponese       |                |
| Love Hina Again (3 episodi) | |                  |                |
| 1                           | Kanako 「可奈子」 - Kanako | 26 gennaio 2002  |                |
| 1                           | Keitaro, dopo un incidente alla cerimonia di inaugurazione dell'anno accademico alla Tōdai, decide di andare con Seta alla ricerca della civiltà della tartaruga. Nel frattempo all'Hinata arriva una misteriosa ragazza che, prendendo le sembianze di Naru, inizia a comportarsi come la custode della pensione in sostituzione di Keitaro. Mentre la vera Naru rientra alla pensione Haruka svela il mistero: la nuova custode è Kanako, sorella minore di Keitaro. Kanako inizia subito a mettere delle regole molto restrittive per le inquiline della pensione e a tormentare le ospiti. L'unica che riesce a sopportare le nuove condizioni è Naru, convinta che Keitaro sarebbe felice di incontrare la sorella all'Hinata al suo rientro. Kanako però ha l'intenzione di far scappare tutte le ospiti dell'Hinata: con Keitaro non ci sono vincoli di sangue — è stata adottata dagli Urashima — e sta tentando di conquistare il ragazzo; Kanako sostiene che sia lei la bambina con cui Keitaro scambiò la promessa di entrare alla Tōdai. Nella notte Kitsune e le altre ragazze si recano a un casolare nei pressi dell'Hinata dove Kanako le sfida scagliando contro di loro un esercito di tartarughe robot. Kanako è riuscita a bloccare tutte le ragazze e sta per ucciderle quando Naru e Mutsumi la bloccano; tra Naru e Kanako nasce una discussione che si interrompe quando un furgone arriva al casolare. A bordo ci sono Seta e Keitaro, di rientro dai loro scavi, che avevano spedito una lettera per avvisare del loro ritorno: per una serie di disguidi nessuna delle ragazze l'ha letta e non sapevano del rientro di Keitaro. |                  |                |
| 2                           | Keitaro 「景太郎」 - Keitarō | 28 febbraio 2002 |                |
| 2                           | Il primo incontro tra Keitaro e la sorella è piuttosto freddo; Kanako, mentre vede l'affetto che le ospiti dell'Hinata dimostrano per Keitaro, studia un piano per conquistare il fratello. L'indomani Kanako fa in modo di rimanere sola con Keitaro alla pensione assegnando una serie di commissioni alle altre inquiline; mentre è sola con il fratello tenta di sedurlo ma la forza di volontà di Keitaro e l'intervento di Naru — che rientra nella pensione nonostante le barricate predisposte da Kanako — le impediscono di baciarlo. Kanako non si dà per vinta e, con l'inganno, si fa aiutare da Mutsumi per scoprire se tra Keitaro e Naru ci sia un sentimento particolare. Anche questo tentativo non porta a niente, e Kanako deve rinunciare temporaneamente ai suoi propositi. Keitaro intanto vuole dichiararsi a Naru e organizza un incontro notturno con lei al casolare nei pressi della pensione. Il luogo scelto non è casuale, una leggenda vuole che se due innamorati dichiarano il loro amore nel casolare saranno uniti per sempre. Mentre Keitaro è al casolare Naru è al bar della pensione: non sapendo le intenzioni di Keitaro ha mandato Kanako all'appuntamento per rinsaldare il rapporto tra i due. Quando Naru scopre la leggenda del casolare si precipita a cercare Keitaro e Kanako, ma arriva troppo tardi: Keitaro ha dichiarato il suo amore a Kanako credendo che fosse Naru. La leggenda pare avere un fondo di verità perché alla parole di Keitaro un lampo azzurro scende su di lui e Kanako: ora i due ragazzi sembrano legati in maniera indissolubile. Keitaro dichiara il suo amore a Naru e le mostra l'anello che voleva regalarle. Naru, titubante, tenta di indossarlo ma appena lo avvicina al dito una scarica elettrica si sprigiona dall'anello e la colpisce... |                  |                |
| 3                           | Naru 「なる」 - Naru | 27 marzo 2002    |                |
| 3                           | Naru vede che Keitaro e Kanako sono spesso insieme e vanno molto d'accordo; vorrebbe avvicinarsi a loro ma ogni volta che tenta di farlo accadono degli strani incidenti, come se il potere del casolare agisse contro di lei. Shinobu vuole parlare con Naru; le due sono alle terme della pensione insieme alle altre ragazze quando Shinobu chiede a Naru di dire a tutte loro cosa prova per Keitaro. Naru, imbarazzata, non riesce a dire niente e scappa; nel frattempo Kanako si rende conto che il fratello è innamorato di Naru e che soffre perché lei non riesce ad ammettere di amarlo. Kanako, travestendosi da Kentaro, incontra Naru per chiederle cosa provi veramente per Keitaro. Naru, dopo aver detto di aver paura di attirare le ire delle altre ragazze se si mettesse insieme a Keitaro, scopre il travestimento di Kanako e ha uno scontro con lei. Vedendo che Naru continua a tentennare Kanako dichiara che conquisterà Keitaro; dopo essersi camuffata da Naru fugge facendosi inseguire dal fratello. Keitaro raggiunge Kanako nei pressi del casolare; dopo averla smascherata una forza misteriosa attrae i due ragazzi all'interno del casolare. Naru ha visto la scena e, con molta difficoltà, riesce ad entrare nel casolare. All'interno si trova ad affrontare una serie di prove: prima Kitsune e Mutsumi bloccano l'accesso ad una porta, poi Kaolla e Motoko la attaccano e infine Shinobu dichiara di essere innamorata di Keitaro. Le ragazze tentano di far capire a Naru che deve essere onesta con se stessa e che per loro non cambierà niente se dovesse mettersi insieme a Keitaro; Naru si decide a dichiararsi a Keitaro proprio quando Kanako — che si è accorta di non poter avere il ragazzo per sé — lascia la stanza dove era con lui. Naru è sola con Keitaro e sta per dichiararsi quando il casolare crolla parzialmente. Lei e Keitaro sono appesi alle strutture pericolanti quando si rende conto che solo recuperando l'anello che le ha donato Keitaro potrà sconfiggere la maledizione del casolare. Naru scorge l'anello sull'orologio del casolare e, con molta difficoltà, lo prende; nello stesso momento Keitaro precipita nel vuoto. Naru, temendo di perdere per sempre Keitaro, si lancia nel vuoto gridandogli il suo amore. Mentre i due stanno cadendo Naru riesce ad abbracciare Keitaro: il gesto scioglie la maledizione del casolare che crolla. I ragazzi si salvano cadendo sul morbido e Naru, dopo aver urlato a Keitaro di amarlo perdutamente, lo bacia. La scena suscita la gelosia delle altre ragazze che iniziano a rincorrere Naru e Keitaro; mentre i due fuggono Seta prende a bordo del suo aereo Keitaro per portarlo in una zona di scavi archeologici. Naru non intende lasciare solo Keitaro e, con l'aiuto di Tama, sale sull'aereo per andare con lui e Seta. |                  |                |